# Pesa pubblica (Braunschweig)
La Pesa pubblica (in tedesco Alte Waage, letteralmente Vecchia Pesa) è un imponente edificio a graticcio di Braunschweig, città tedesca della Bassa Sassonia.
L'edificio originale risaliva al 1534, ma venne completamente distrutto durante i bombardamenti alleati nel 1944 e ricostruito fedelmente negli anni 1991-1994. 

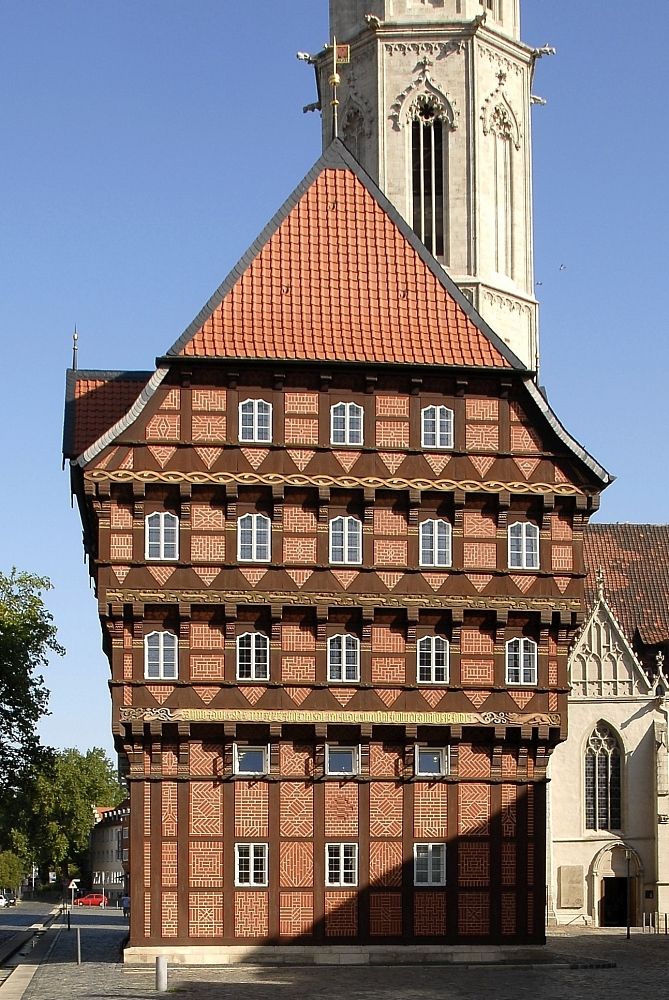
La Alte Waage a Braunschweig, agosto 2009

## Storia
La Alte Waage venne edificata nel 1534 con la funzione di pesa pubblica e magazzino di stoccaggio, sul Wollmarkt (mercato della lana), accanto alla chiesa di Sant'Andrea.
Nel 1671 venne costruita un'altra pesa pubblica, pertanto il vecchio edificio venne dismesso. Caduta in rovina nel giro di pochi anni, venne completamente restaurata nel 1854 dall'architetto ducale di corte Friedrich Maria Krahe, figlio di Peter Joseph Krahe. Questi alterò radicalmente lo stile della costruzione, badando poco allo stile dell'epoca in cui era stato realizzato. Ad esempio intonacò le facciate ed alterò la ripartizione dei piani. Un nuovo restauro, condotto negli anni 1937-1939, eliminò gran parte delle modifiche apportate da Krahe e restituì all'edificio la propria fisionomia tardo-gotica del XVI secolo.
Nel corso del 1944 Braunschweig sopportò diversi attacchi aerei da parte dell'aviazione alleata (che causarono la perdita del 90% del centro storico). L'attacco del 10 febbraio lesionò gravemente la struttura della Alte Waage, facendo crollare il tetto.
L'edificio venne puntellato con dei pali in legno che ne evitassero il crollo, ma durante l'attacco del 14-15 ottobre (il più micidiale subito dalla città), la tempesta di fuoco che si scatenò per effetto degli spezzoni incendiari, lo rase completamente al suolo.
Alla fine del conflitto, le misere macerie vennero rimosse e l'area fu spianata per creare un parcheggio.
Negli anni 1983-89, nella vicina città di Hildesheim veniva ricostruita completamente la Piazza del Mercato con il famoso Knochenhaueramtshaus, adoperando le antiche tecniche costruttive del XVI secolo. Sull'onda di questo revival, anche a Braunschweig negli anni 1991-1994 venne ricostruita la Alte Waage.
I metodi seguiti a Braunschweig sono stati gli stessi che hanno ispirato le ricostruzioni realizzate a Hildesheim: un meticoloso studio delle tecniche di costruzione antiche, la raccolta di vecchie foto, disegni e progetti, l'analisi dei calchi dei dettagli decorativi (che per fortuna erano stati fatti prima della guerra), precedettero la riedificazione vera e propria.
Oggi è sede della Volkshochschule di Braunschweig.